# BlackBerry Q10
De BlackBerry Q10 is een smartphone van de Canadese fabrikant BlackBerry (voorheen Research In Motion). Het werd op 30 januari 2013 onthuld, gelijktijdig met de BlackBerry Z10, die alleen een groter touchscreen heeft. Het moet het nieuwe toetsenbord-vlaggenschip van het bedrijf worden. Het toestel wordt later uitgebracht dan de Z10 en wordt uitgebracht in de kleuren zwart en wit.

## Software
De Q10 en de Z10 zijn samen de eerste toestellen die beschikken over het nieuwe besturingssysteem BlackBerry 10. Het besturingssysteem is door BlackBerry zelf ontworpen en is gebaseerd op QNX, waar ook de BlackBerry PlayBook op draait. Ook beschikt de telefoon over het instant-messaging-programma BlackBerry Messenger, waarin het nu ook mogelijk is om te kunnen videochatten. Het bedrijf heeft beloofd om vanaf de introductie al 70.000 "apps" voor het besturingssysteem gereed te hebben. Enkele van deze "apps" zijn Angry Birds, WhatsApp en Skype. In het besturingssysteem zijn standaard Facebook, Twitter en LinkedIn geïntegreerd.

## Hardware
Naast een aanraakscherm beschikt de Q10 ook over een fysiek toetsenbord. De smartphone beschikt over een capacitief amoled-touchscreen. Het toestel heeft een schermdiagonaal van 3,1 inch en de resolutie van het vierkante scherm bedraagt 720 x 720 pixels, waarmee de pixeldichtheid op 328 ppi uitkomt.
De Q10 heeft een dualcore-processor van 1,5 GHz gebouwd door fabrikant Texas Instruments van het type OMAP 4470. Het toestel heeft een werkgeheugen van 2 GB en een opslaggeheugen van 16 GB, dat uit te breiden is tot 64 GB via een microSD-kaart. De batterij heeft een capaciteit van 2100 mAh. De telefoon heeft verder een 3,5mm-audio-ingang, een micro-USB-uitgang en een HDMI-uitgang.

## Camera
Op de Q10 bevindt zich een 8 megapixelcamera en een flitser aan de achterkant en een 2 megapixel lens aan de voorkant. Ze kunnen allebei in 720p HD video filmen, terwijl de achterste ook nog eens in 1080p HD kan filmen.
De achterste camera beschikt over autofocus, 5x digitale zoom en een stabiliteitsmodus, die standaard aan staat. Door allebei de volumeknoppen in te drukken, kan men ook een foto nemen. Een camerafunctie genaamd TimeShift kan een hele serie van foto's maken en die aan de gebruiker laten zien, waarvan de gebruiker de beste foto kan kiezen, net zoals in de HTC One X en de Samsung Galaxy S III. Er zijn filters beschikbaar en de foto's kunnen in een 3:4- of 9:16-verhouding worden genomen.